# Герб Турійська
Герб Турійська — офіційний символ селища Турійськ Волинської області. Затверджений 25 червня 2007 року сесією Турійської селищної ради.
Автори проекту прапора — В. Шинкарук, З. Ярмолюк, А. Гречило та Ю. Терлецький.

## Опис герба
У червоному полі срібний лапчастий хрест, під ним 3 золоті дзвони, два над одним. 
Гербовий щит обрамований декоративним картушем і увінчаний срібною мурованою короною.

## Зміст
Хрест підкреслює знаходження міста на Волині. Три дзвони є символами пам'яті.